# Friona (Texas)
Friona is een plaats (city) in de Amerikaanse staat Texas, en valt bestuurlijk gezien onder Parmer County.

## Demografie
Bij de volkstelling in 2000 werd het aantal inwoners vastgesteld op 3854.
In 2006 is het aantal inwoners door het United States Census Bureau geschat op 3716, een daling van 138 (-3,6%).

## Geografie
Volgens het United States Census Bureau beslaat de plaats een oppervlakte van
3,6 km², geheel bestaande uit land. Friona ligt op ongeveer 1225 m boven zeeniveau.

## Plaatsen in de nabije omgeving
De onderstaande figuur toont nabijgelegen plaatsen in een straal van 44 km rond Friona.